# Srebrna kula (film)
Srebrna kula (ang. Silver Bullet) – amerykański film grozy z 1985 roku. Adaptacja powieści Rok wilkołaka Stephena Kinga.

## Treść
Akcja filmu rozgrywa się w 1976 roku. W małym amerykańskim miasteczku dochodzi do makabrycznych zabójstw. Miejscowa policja jest bezsilna. Pewien niepełnosprawny chłopiec podejrzewa, że zbrodni dokonuje wilkołak. Z pomocą wujka i siostry podejmuje walkę z bestią. 

## Główne role
- Corey Haim: Marty Coslaw
- Gary Busey: wujek Red
- Megan Follows: Jane Coslaw
- Leon Russom: Bob Coslaw
- Everett McGill: pastor Lowe
- Terry O’Quinn: szeryf Joe Haller